# Babanco
Elvis Manuel Monteiro Macedo ou Babanco (Praia, 27 de julho de 1985) é um futebolista profissional cabo-verdiano que atua como meia.

## Carreira
Babanco representou o elenco da Seleção Cabo-Verdiana de Futebol no Campeonato Africano das Nações de 2015.